# Hadelin de Liedekerke Beaufort
Pour les articles homonymes, voir Liedekerke-Beaufort.
Pour les autres membres de la famille, voir Maison de Liedekerke.
Le Comte Hadelin de Liedekerke Beaufort, né le 8 octobre 1887 à Paris et décédé le 23 juin 1974 à Boulogne-Billancourt, est un aristocrate français président de la FIA de 1958 à 1963.

## Biographie
Hadelin de Liedekerke Beaufort est né dans le 8ème arrondissement de Paris . Il est issu d'une famille aristocratique française d'origine belge, fils d'Aymar (1846–1909) et de Louise de Béranger (1858–1929) et petit-fils de Hadelin de Liedekerke-Beaufort.
Hadelin de Liedekerke Beaufort a été associé à l'automobile pendant presque toute sa vie . En 1948, il devient président de l'Automobile Club de France, en remplacement de Jehan de Rohan-Chabot (pl). En 1958, il le remplace également à la présidence de la FIA, devançant le seul autre candidat, le prince Amaury de Merode, président du Royal Automobile Club de Belgique, qui deviendra à son tour président de la FIA de 1971 à 1975.
Il fut le premier président de la FIA à s'attaquer aux difficultés d'admission des clubs automobiles nationaux des pays communistes d'Europe de l'Est au sein de la fédération .
En 1963, il démissionne de son poste de président de la FIA et, comme son prédécesseur, Jehan de Rohan-Chabot, est nommé président d'honneur de cette fédération. Il poursuit cependant ses activités sportives au sein de l'Automobile Club de France , dont il reste président jusqu'en 1971.
Hadelin de Liedekerke Beaufort est décédé le 23 juin 1974 à Boulogne-Billancourt à l'âge de 87 ans.